# Rayvon

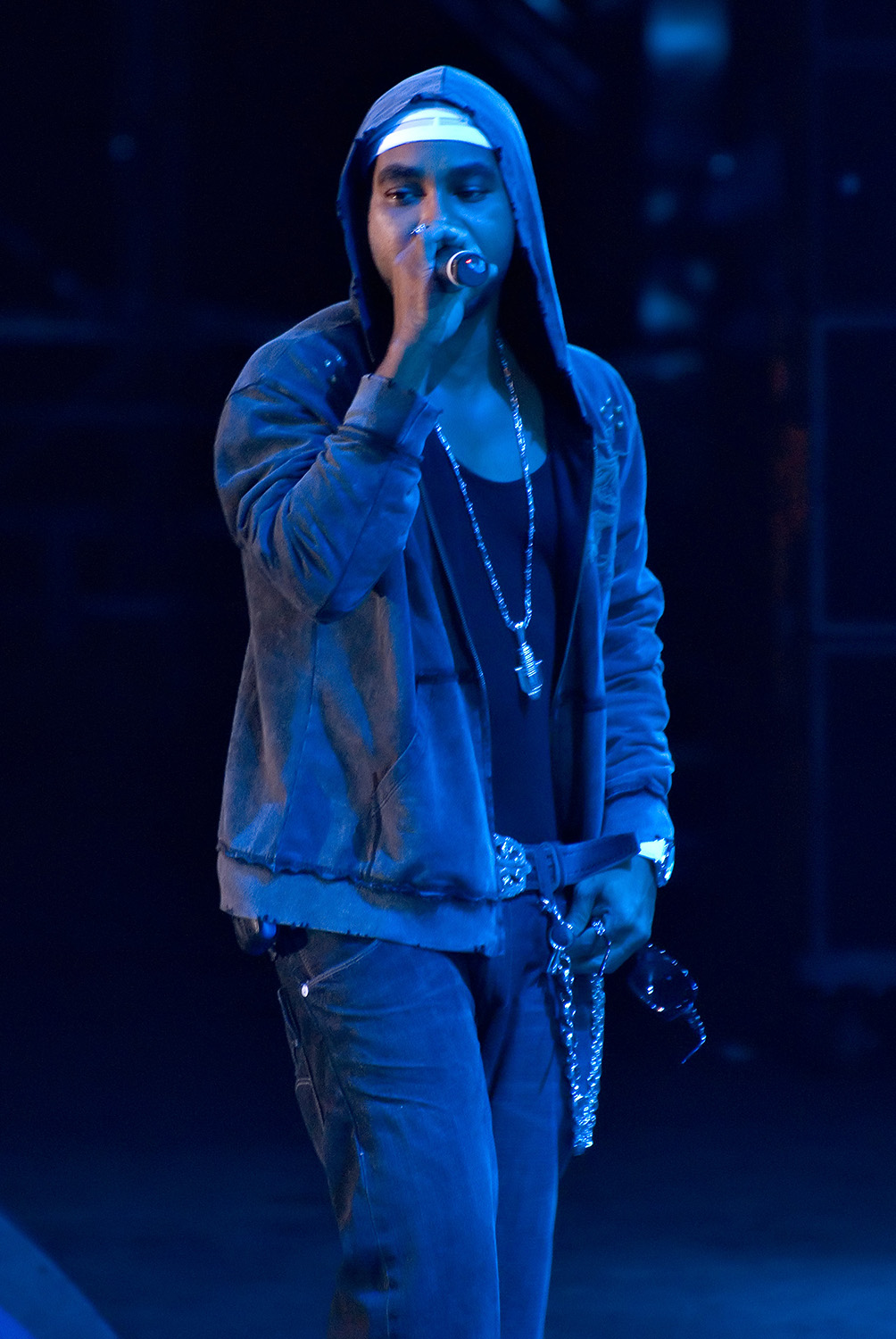
Rayvon

Rayvon, alias van Bruce Alexander Michael Brewster, (4 januari 1968) is een reggae- en R&B-zanger uit Barbados.
Hij is bekend geworden door zijn werk met Shaggy. Hij werkte samen met deze aan de nummers Big Up uit 1992, In The Summertime uit 1995 en Angel uit 2001.
- Bibliothèque nationale de France: cb14219314z (data)
- Gemeinsame Normdatei: 135351030
- International Standard Name Identifier: 0000 0000 5516 0432
- Library of Congress Control Number: no98062792
- MusicBrainz: 991b7af2-d245-4533-bcfa-9b52cda62519
- Virtual International Authority File: 268293829